# 15e cérémonie des Oscars
La 15e cérémonie des Oscars du cinéma s'est déroulée le 4 mars 1943 à l'Hôtel Ambassador à Los Angeles (Californie).

## Palmarès

### Meilleur film
- Madame Miniver (Mrs. Miniver), produit par Metro-Goldwyn-Mayer
  - 49e Parallèle (49th Parallel), produit par Ortus Films
  - Crimes sans châtiment (Kings Row), produit par Warner Bros.
  - La Glorieuse Parade (Yankee Doodle Dandy), produit par Warner Bros.
  - La Justice des hommes (The Talk of the Town), produit par Columbia
  - Enfants en exil (The Pied Piper), produit par 20th Century Fox
  - Prisonniers du passé (Random Harvest), produit par Metro-Goldwyn-Mayer
  - La Sentinelle du Pacifique (Wake Island), produit par Paramount
  - La Splendeur des Amberson (The Magnificent Ambersons), produit par Mercury (en)
  - Vainqueur du destin (The Pride of the Yankees), produit par Samuel Goldwyn Productions

### Meilleur réalisateur
- William Wyler pour Madame Miniver (Mrs. Miniver)
  - Sam Wood pour Crimes sans châtiment (Kings Row)
  - Mervyn LeRoy pour Prisonniers du passé (Random Harvest)
  - John Farrow pour La Sentinelle du Pacifique (Wake Island)
  - Michael Curtiz pour La Glorieuse Parade (Yankee Doodle Dandy)

### Meilleur acteur
- James Cagney pour le rôle de George M. Cohan dans La Glorieuse Parade (Yankee Doodle Dandy)
  - Walter Pidgeon pour le rôle de Clem Miniver dans Madame Miniver (Mrs. Miniver)
  - Ronald Colman pour le rôle de John Smith / Charles Rainier dans Prisonniers du passé (Random Harvest)
  - Monty Woolley pour le rôle de John Sidney Howard dans Enfants en exil (The Pied Piper)
  - Gary Cooper pour le rôle de Lou Gehrig dans Vainqueur du destin (The Pride of the Yankees)

### Meilleure actrice
- Greer Garson pour le rôle de Kay Miniver dans Madame Miniver (Mrs. Miniver)
  - Bette Davis pour le rôle de Charlotte Vale dans Une femme cherche son destin (Now, Voyager)
  - Katharine Hepburn pour le rôle de Tess Harding dans La Femme de l'année (Woman of the Year)
  - Rosalind Russell pour le rôle de Ruth Sherwood dans Ma sœur est capricieuse (My Sister Eileen)
  - Teresa Wright pour le rôle d'Eleanor Twitchell dans Vainqueur du destin (The Pride of The Yankees)

### Meilleur acteur dans un second rôle
- Van Heflin pour le rôle de Jeff Hartnett dans Johnny, roi des gangsters (Johnny Eager)
  - Henry Travers pour le rôle de Mr Ballard dans Madame Miniver (Mrs. Miniver)
  - Frank Morgan pour le rôle du pirate dans Tortilla Flat
  - William Bendix pour le rôle du soldat Aloysius K. Randall dans La Sentinelle du Pacifique (Wake Island)
  - Walter Huston pour le rôle de Jerry Cohan dans La Glorieuse Parade (Yankee Doodle Dandy)

### Meilleure actrice dans un second rôle
- Teresa Wright pour le rôle de Carol Beldon dans Madame Miniver (Mrs. Miniver)
  - Dame May Whitty pour le rôle de Lady Beldon dans Madame Miniver (Mrs. Miniver)
  - Gladys Cooper pour le rôle de Madame Vale dans Une femme cherche son destin (Now, Voyager)
  - Susan Peters pour le rôle de Kitty dans Prisonniers du passé (Random Harvest)
  - Agnes Moorehead pour le rôle de Fanny Minafer dans La Splendeur des Amberson (The Magnificent Ambersons)

### Meilleur scénario original
- Ring Lardner Jr. et Michael Kanin pour La Femme de l'année (Woman of the Year)
  - Michael Powell et Emeric Pressburger pour Un de nos avions n'est pas rentré (One of Our Aircraft is Missing)
  - Frank Butler et Don Hartman pour En route vers le Maroc (Road to Morocco)
  - W. R. Burnett et Frank Butler pour La Sentinelle du Pacifique (Wake Island)
  - George Oppenheimer pour The War Against Mrs. Hadley

### Meilleur scénario adapté
- George Froeschel, James Hilton, Claudine West et Arthur Wimperis pour Madame Miniver (Mrs. Miniver), d'après le personnage de Mrs. Miniver créé par Jan Struther (en)
  - Rodney Ackland (en) et Emeric Pressburger pour 49e Parallèle (49th Parallel), d'après une histoire de Emeric Pressburger
  - Herman J. Mankiewicz et Jo Swerling pour Vainqueur du destin (The Pride of the Yankees), d'après une histoire de Paul Gallico
  - George Froeschel, Claudine West et Arthur Wimperis pour Prisonniers du passé (Random Harvest), d'après le roman Random Harvest de James Hilton
  - Sidney Buchman et Irwin Shaw pour La Justice des hommes (The Talk of the Town), d'après une histoire de Sidney Harmon

### Meilleure histoire originale
- Emeric Pressburger pour 49e Parallèle (49th Parallel - The Invaders)
  - Irving Berlin pour L'amour chante et danse (Holiday Inn)
  - Paul Gallico pour Vainqueur du destin (The Pride of the Yankees)
  - Sidney Harmon pour La Justice des hommes (The Talk of the Town)
  - Robert Buckner pour La Glorieuse Parade (Yankee Doodle Dandy)

### Meilleurs décors
Noir et blanc
- Âmes rebelles (This Above All) – Direction artistique : Richard Day et Joseph C. Wright - Décoration intérieure : Thomas Little
  - La Maison de mes rêves (George Washington Slept Here) – Direction artistique : Max Parker (en) et Mark-Lee Kirk (en) - Décoration intérieure : Casey Roberts (en)
  - La Splendeur des Amberson (The Magnificent Ambersons) – Direction artistique : Albert S. D'Agostino - Décoration intérieure : A. Roland Fields et Darrell Silvera
  - Vainqueur du destin (The Pride of The Yankees) – Direction artistique : Perry Ferguson - Décoration intérieure : Howard Bristol (en)
  - Prisonniers du passé (Random Harvest) – Direction artistique : Cedric Gibbons et Randall Duell - Décoration intérieure : Edwin B. Willis et Jack D. Moore
  - Shanghai Gesture (The Shanghai Gesture) – Direction artistique et décoration intérieure : Boris Leven
  - La Reine de l’argent (Silver Queen) – Direction artistique : Ralph Berger (en) - Décoration intérieure : Emile Kuri
  - Les Écumeurs (The Spoilers) – Direction artistique : John B. Goodman et Jack Otterson (en) - Décoration intérieure : Russell A. Gausman et Edward Ray Robinson (en)
  - Mon secrétaire travaille la nuit (Take a Letter, Darling) – Direction artistique : Hans Dreier et Roland Anderson (en) - Décoration intérieure : Samuel M. Comer
  - La Justice des hommes (The Talk of the Town) – Direction artistique : Lionel Banks et Rudolph Sternad (en) - Décoration intérieure : Fay Babcock

Couleur
- Mon amie Sally (My Gal Sal) – Direction artistique : Richard Day et Joseph C. Wright - Décoration intérieure : Thomas Little
  - Les Mille et Une Nuits (Arabian Nights) – Direction artistique : Alexander Golitzen et Jack Otterson (en) - Décoration intérieure : Russell A. Gausman et Ira S. Webb
  - Les Chevaliers du ciel (Captains of the Clouds) – Direction artistique : Ted Smith - Décoration intérieure : Casey Roberts (en)
  - Le Livre de la jungle (Jungle Book) – Direction artistique : Vincent Korda - Décoration intérieure : Julia Heron
  - Les Naufrageurs des mers du Sud (Reap the Wild Wind) – Direction artistique : Hans Dreier et Roland Anderson (en) - Décoration intérieure : George Sawley (en)

### Meilleure photographie
Noir et blanc
- Joseph Ruttenberg pour Madame Miniver (Mrs. Miniver)
  - Charles G. Clarke pour La Péniche de l'amour (Moontide)
  - Stanley Cortez pour La Splendeur des Amberson (The Magnificent Ambersons)
  - Edward Cronjager pour Enfants en exil (The Pied Piper)
  - James Wong Howe pourCrimes sans châtiment (Kings Row)
  - Rudolph Maté pour Vainqueur du destin (The Pride of The Yankees)
  - John Mescall pour Mon secrétaire travaille la nuit (Take a Letter, Darling)
  - Arthur C. Miller pour Âmes rebelles (This Above All)
  - Leon Shamroy pour Les Dix Héros de West Point (Ten Gentlemen From West Point)
  - Ted Tetzlaff pour La Justice des hommes (The Talk of the Town)

Couleur
- Leon Shamroy pour Le Cygne noir (The Black Swan)
  - Edward Cronjager et William V. Skall pour Les Rivages de Tripoli (To the Shores of Tripoli)
  - W. Howard Greene pour Le Livre de la jungle (Jungle Book)
  - Milton Krasner, William V. Skall et W. Howard Greene pour Les Mille et Une Nuits (Arabian Nights)
  - Victor Milner et William V. Skall pour Les Naufrageurs des mers du Sud (Reap the Wild Wind)
  - Sol Polito pour Les Chevaliers du ciel (Captains of the Clouds)

### Meilleur montage
- Daniel Mandell pour Vainqueur du destin (The Pride of the Yankees)
  - Harold F. Kress pour Madame Miniver (Mrs. Miniver)
  - Otto Meyer pour La Justice des hommes (The Talk of the Town)
  - Walter Thompson pour Âmes rebelles (This Above All)
  - George Amy pour La Glorieuse Parade (Yankee Doodle Dandy)

### Meilleur son
- Nathan Levinson (Warner Bros. Studio Sound Department) pour La Glorieuse Parade (Yankee Doodle Dandy)
  - Bernard B. Brown (Universal Studio Sound Department) pour Les Mille et Une Nuits (Arabian Nights)
  - Sam Slyfield (Walt Disney Studio Sound Department) pour Bambi
  - Daniel Bloomberg (Republic Studio Sound Department) pour Les Tigres volants (Flying Tigers)
  - Jack Whitney (Sound Service) pour Friendly Enemies
  - James L. Fields (RCA Sound) pour La Ruée vers l'or (The Gold Rush)
  - Douglas Shearer (MGM Studio Sound Department) pour Madame Miniver (Mrs. Miniver)
  - Stephen Dunn (RKO Radio Studio Sound Department) pour Lune de miel mouvementée (Once Upon a Honeymoon)
  - Thomas T. Moulton (Samuel Goldwyn Studio Sound Department) pour Vainqueur du destin (The Pride of The Yankees)
  - Loren Ryder (Paramount Studio Sound Department) pour En route vers le Maroc (Road to Morocco)
  - E. H. Hansen (Fox Studio Sound Department) pour Âmes rebelles (This Above All)
  - John P. Livadary (Columbia Studio Sound Department) pour Ô toi ma charmante (You Were Never Lovelier)

### Meilleure musique de film(film dramatique ou comédie)
- Max Steiner pour Une femme cherche son destin (Now, Voyager)
  - Frank Skinner pour Les Mille et Une Nuits (Arabian Nights)
  - Frank Churchill et Edward H. Plumb pour Bambi (Bambi)
  - Alfred Newman pour Le Cygne noir (The Black Swan)
  - Dimitri Tiomkin pour Vendetta (The Corsican Brothers)
  - Victor Young pour Les Tigres volants (Flying Tigers)
  - Max Terr pour La Ruée vers l'or (The Gold Rush)
  - Roy Webb pour Ma femme est une sorcière (I Married a Witch)
  - Roy Webb pour Jeanne de Paris (Joan of Paris)
  - Miklós Rózsa pour Le Livre de la jungle (Jungle Book)
  - Edward J. Kay pour Klondike Fury
  - Leigh Harline pour Vainqueur du destin (The Pride of the Yankees)
  - Herbert Stothart pour Prisonniers du passé (Random Harvest)
  - Richard Hageman pour Shanghai Gesture (The Shanghai Gesture)
  - Victor Young pour La Reine de l'argent (Silver Queen)
  - Victor Young pour Mon secrétaire travaille la nuit (Take a Letter, Darling)
  - Frederick Hollander et Morris Stoloff pour La Justice des hommes (The Talk of the Town)
  - Werner Heymann pour Jeux dangereux (To Be or Not to Be)

### Meilleure musique de film(film musical)
- Ray Heindorf et Heinz Roemheld pour La Glorieuse Parade (Yankee Doodle Dandy)
  - Edward Ward pour Amour toujours... (Flying with Music)
  - Roger Edens et Georgie Stoll pour Pour moi et ma mie (For Me and My Gal)
  - Robert Emmett Dolan pour L'Amour chante et danse (Holiday Inn)
  - Hans Salter et Charles Previn pour Ève a commencé (It Started with Eve)
  - Walter Scharf pour Johnny Doughboy
  - Alfred Newman pour Mon amie Sally (My Gal Sal)
  - Leigh Harline pour Ô toi ma charmante (You Were Never Lovelier)

### Meilleure chanson
- White Christmas dans L'amour chante et danse (Holiday Inn) – Paroles et musique : Irving Berlin
  - Always in My Heart dans Toujours dans mon cœur (Always in My Heart) – Musique : Ernesto Lecuona ; paroles : Kim Gannon (en)
  - Dearly Beloved dans Ô toi ma charmante (You Were Never Lovelier) – Musique : Jerome Kern ; paroles : Johnny Mercer
  - How About You? (en)– Débuts à Broadway (Babes on Broadway) – Musique : Burton Lane ; paroles : Ralph Freed
  - I've Heard That Song Before dans Youth on Parade – Musique : Jule Styne ; paroles : Sammy Cahn
  - (I've Got a Gal In) Kalamazoo dans Ce que femme veut (Orchestra Wives) – Musique : Harry Warren ; paroles : Mack Gordon (en)
  - Love Is a Song dans Bambi – Musique : Frank Churchill (à titre posthume) ; paroles : Larry Morey
  - Pennies for Peppino dans Amour toujours... (Flying with Music) – Musique : Edward Ward ; paroles : George Forrest (en) et Robert Wright (en)
  - Pig Foot Pete dans Hellzapoppin[1] – Musique : Gene de Paul ; paroles : Don Raye
  - There's a Breeze on Lake Louise dans The Mayor of 44th Street – Musique : Harry Revel ; paroles : Mort Greene

### Meilleur film documentaire
- La Bataille de Midway (The Battle of Midway) réalisé par John Ford
- Kokoda Front Line réalisé par Ken G. Hall
- Moscow Strikes Back (Разгром немецких войск под Москвой) réalisé par Leonid Varlamov et Ilya Kopalin
- Prelude to War, premier volet de la série Pourquoi nous combattons (Why We Fight), réalisé par Frank Capra et Anatole Litvak
  - Africa, Prelude to Victory - The March of Time
  - Combat Report - United States Army Signal Corps
  - Conquer by the Clock - Frederic Ullman, Jr. (Producteur)
  - The Grain That Built A Hemisphere - Walt Disney
  - Henry Browne, Farmer - Département de l'Agriculture des États-Unis
  - High Over the Borders - Office national du film du Canada
  - High Stakes in the East- The Netherlands Information Bureau
  - Inside Fighting China - Office national du film du Canada
  - It's Everybody's War - United States Office of War Information
  - Listen to Britain - Ministère de l'Information (Royaume-Uni)
  - Little Belgium - Ministère de l'Information (Belgique)
  - Little Isles of Freedom - Victor Stoloff et Edgar Loew (Producteurs)
  - Mr. Blabbermouth! - United States Office of War Information
  - Mr. Gardenia Jones - - United States Office of War Information
  - The New Spirit - Walt Disney
  - The Price of Victory - Pine-Thomas Productions
  - A Ship Is Born - United States Merchant Marine
  - Twenty-One Miles - Ministère de l'Information (Royaume-Uni)
  - We Refuse to Die - - Pine-Thomas Productions
  - White Eagle - Concanen Films
  - Winning Your Wings - United States Army Air Forces

### Meilleurs effets spéciaux
- Les Naufrageurs des mers du Sud (Reap the Wild Wind) – Effets visuels : Farciot Edouart, Gordon Jennings et William Pereira - Effets sonores : Louis Mesenkop
  - Le Cygne noir (The Black Swan) – Effets visuels : Fred Sersen (en) - Effets sonores : Roger Heman Sr. (en) et George Leverett (en)
  - Sabotage à Berlin (Desperate Journey) – Effets visuels : Byron Haskin - Effets sonores : Nathan Levinson
  - Les Tigres volants (Flying Tigers) – Effets visuels : Howard Lydecker (en) - Effets sonores : Daniel J. Bloomberg (en)
  - L'Agent invisible contre la Gestapo (Invisible Agent) – Effets visuels : John P. Fulton - Effets sonores : Bernard B. Brown
  - Le Livre de la jungle (Jungle Book) – Effets visuels : Lawrence W. Butler - Effets sonores : William H. Wilmarth (en)
  - Madame Miniver (Mrs. Miniver) – Effets visuels : A. Arnold Gillespie (en) et Warren Newcombe (en) - Effets sonores : Douglas Shearer
  - La Marine triomphe (The Navy Comes Through) – Effets visuels : Vernon L. Walker (en) - Effets sonores : James G. Stewart (en)
  - Un de nos avions n'est pas rentré (One of Our Aircraft is Missing) – Effets visuels : Ronald Neame - Effets sonores : C. C. Stevens
  - Vainqueur du destin (The Pride of The Yankees) – Effets visuels : Jack Cosgrove (en) et Ray Binger (en) - Effets sonores : Thomas T. Moulton

### Meilleur court métrage en prises de vues réelles
Une bobine
- Speaking of Animals and Their Families (en) de Robert Carlisle et Jerry Fairbanks
  - Desert Wonderland de Russ Shields et Jack Kuhne
  - Marines in the Making de Herbert Polesie
  - United States Marine Band de Jean Negulesco

Deux bobines
- Beyond the Line of Duty (en) de Lewis Seiler
  - Don't Talk de Joseph M. Newman
  - Private Smith of the U.S.A. de Harry W. Smith

### Meilleur court métrage d'animation
- Walt Disney Productions pour Der Fuehrer's Face, réalisé par Jack Kinney
  - Paul Terry (20th Century Fox) pour All Out for ’V’ (série Terrytoons), réalisé par Mannie Davis
  - Fred Quimby (MGM) pour Blitz Wolf, réalisé par Tex Avery
  - Walter Lantz Productions pour Juke Box Jamboree, réalisé par Alex Lovy
  - Leon Schlesinger pour La Polka des pourceaux, réalisé par Friz Freleng
  - George Pal (Paramount Pictures) pour Tulips Shall Grow (série George Pal Puppetoon), réalisé par George Pal

## Oscars d'honneur
- Charles Boyer pour avoir fait de la Franch Research Fondation à Los Angeles une source de référence pour l'industrie cinématographique hollywoodienne
- Noel Coward pour la production de Ceux qui servent en mer (In Which We Serve)
- Metro-Goldwyn-Mayer

## Oscar en mémoire d'Irving Thalberg
- Sidney Franklin

## Statistiques

### Récompenses multiples
- 6 Oscars : Madame Miniver
- 3 Oscars : La Glorieuse Parade

### Nominations multiples
- 12 nominations : Madame Miniver
- 11 nominations : Vainqueur du destin
- 8 nominations : La Glorieuse Parade
- 7 nominations : Prisonniers du passé, La Justice des hommes
- 4 nominations : Les Mille et Une Nuits, Le Livre de la jungle, La Splendeur des Amberson, Âmes rebelles, La Sentinelle du Pacifique
- 3 nominations : Bambi, Le Cygne noir, Les Tigres volants, L'amour chante et danse, 49e Parallèle, Crimes sans châtiment, Une femme cherche son destin, Enfants en exil, Les Naufrageurs des mers du Sud, Mon secrétaire travaille la nuit, Ô toi ma charmante
- 2 nominations : Les Chevaliers du ciel, Flying with Music, La Ruée vers l'or, Mon amie Sally, Un de nos avions n'est pas rentré, En route vers le Maroc, Shanghai Gesture, La Reine de l’argent, La Femme de l'année